# يرماك تيموفيفيتش
يرماك تيموفيفيتش (بالروسية: Ерма́к Тимофе́евич)‏ (ولد بين عام 1532 وعام 1542 – 5 أو 6 أغسطس 1585) كان أتامان قوزاقي وهو اليوم بطل في الفولكلور والأساطير الروسية. في عهد القيصر إيفان الرهيب بدأ يرماك الفتح الروسي لسيبيريا.
غذت مصالح تجارة الفراء الروسية رغبتهم في التوسع شرقًا إلى سيبيريا. أُنشئت خانية قازان التترية كأفضل مدخل إلى سيبيريا. في عام 1552، أطاح جيش إيفان الرهيب الحديث الخانية. بعد الاستيلاء على قازان، نظر القيصر إلى عائلة ستروجانوف التجارية القوية والثرية لقيادة التوسع باتجاه الشرق. في أواخر سبعينيات القرن السادس عشر، جند آل ستروجانوف مقاتلي القوزاق لغزو آسيا بتكليف من القيصر. انتخب هؤلاء القوزاق يرماك كقائد لقواتهم المسلحة، وفي عام 1582 انطلق يرماك بجيش قوامه 840 لمهاجمة خانية سيبير.
في 26 أكتوبر 1582، أطاح يرماك وجنوده بإمبراطورية التتار كوتشوم خان في كاشليك في معركة أدت إلى فتح سيبيريا. بقي يرماك في سيبيريا واستمر في كفاحه ضد التتار حتى عام 1584، إلى أن نظمت كوتشوم خان هجومًا وقتلته هو وحزبه.
تبقى تفاصيل حياة يرماك، مثل مظهره وخلفيته وتواريخ الأحداث، نقاط جدل بالنسبة للمؤرخين لأن النصوص التي توثق حياته لا يمكن الاعتماد عليها. ومع ذلك، كان لحياته وغزواته تأثير عميق على العلاقات السيبيرية، ما أثار الاهتمام الروسي بالمنطقة، وأنشأ روسيا القيصرية كقوة إمبراطورية نشطة شرق الأورال.

## حياته السابقة

### أسلافه
ولد المحارب الدون القوزاقي يرماك تيموفيفيتش على ضفاف نهر تشوسوفايا على الأطراف الشرقية لأراضي موسكو. المعلومات الوحيدة عن نشأة يرماك تأتي من مصدر يُدعى شيريبانوف كرونيكل. هذا التأريخ، الذي جمعه أحد سائسي توبولسك في عام 1760، بعد وفاة يرماك بفترة طويلة. لم يُنشر هذا التأريخ بالكامل مطلقًا، ولكن في عام 1894 خلص المؤرخ ألكسندر ألكسييفيتش دميترييف إلى أنه ربما هذا التأريخ يمثل نسخة أو إعادة صياغة لوثيقة أصلية من القرن السابع عشر. وفقًا لقسم الأحداث المعنون «في حياة يرماك ومكان ولادته»، جاء جد يرماك أفوناسي غريغوريفيتش ألينين من سوزدال، شمال شرق موسكو. هربًا من الفقر، انتقل جنوبًا إلى فلاديمير حيث أصبح سائسًا في غابات موروم. في غابات موروم، اعتقله فوييفودا لتوصيله ركابًا عديمي الضمير، وكانوا لصوصًا سبق أن استأجروه. انتقل ابن أفوناسي (والد يرماك) تيموفي إلى أراضي ستروجانوف في تشوسوفايا من أجل جني الأموال. هناك تكهنات تحدد مكان ولادة فاسيلي تيموفييفيتش ألينين، الذي عُرف فيما بعد باسم «يرماك».

### الاحتلال
عمل يرماك في أسطول نهر ستروجانوف عتالًا وناقلًا بحريًا للملح على طول نهري كاما والفولغا. بعد أن سئم عمله، جمع عصابة، وترك عمله، وانتقل إلى منطقة دون ليصبح قرصان نهر. حصل بين زملائه من قطاع الطرق القوزاق على لقب يرماك.
قبل احتلاله لسيبيريا، كانت خبرة يرماك القتالية تتمثل في قيادة فصيلة من القوزاق للقيصر في الحرب الليفونية من 1558-1583 ونهب السفن التجارية. استنادًا إلى الأساطير والأغاني الشعبية، شارك يرماك لسنوات في السرقة والنهب في نهر الفولغا مع الهيتمان إيفان كولزو وأربعة قادة آخرين من القوزاق. تشير المؤرخة فاليري كيفلسون إلى مجموعة يرماك على أنها «عصابة من المجرمين». مثل العديد من القوزاق الآخرين، كانت عصابة يرماك متورطة في تجارة «اللصوص» حيث كان من المعتاد أن ينخرط القوزاق في عمليات القرصنة في بحر آزوف أو بحر قزوين وسرقة مختلف المبعوثين والتجار الروس أو الفرس. على الرغم من كونه قطاع طرق، اكتسب يرماك شهرة باعتباره مقاتل روسي بارز ومخلص. من خلال خبرته في القتال في الحرب الليفونية، تعلم تكتيكات الحرب وتفوق في المهارة على الهتمان الآخرين.